# Ivan Morales junior
Ivan Morales Jr. (* 7. Januar 1981 in Pindamonhangaba, São Paulo, Brasilien) ist ein brasilianischer Filmeditor und Filmemacher.

## Leben
Ivan Morales Jr. studierte in seinem Heimatland Brasilien Audiovisuelle Medien und machte danach seinen Abschluss im Fachbereich Filmschnitt an der internationalen Filmschule Escuela Internacional de Cine y Television in Kuba. Durch den Berlinale Talent Campus 2005 kam er nach Deutschland. Hier erhielt er ein Stipendium als Filmeditor an der Kunsthochschule für Medien in Köln.
Seitdem arbeitet Ivan Morales Jr. als freier Editor für Dokumentar-, Spielfilm- und Fernsehproduktionen. Des Weiteren hat er bereits eigene und mehrfach ausgezeichnete Kurzfilme realisiert.
Ivan Morales Jr. lebt in Köln.

## Filmografie (Auswahl)
- 2004: Los peces también mueren sin anzuelo (Kurzspielfilm), (Regie, Drehbuch und Schnitt)
- 2007: Antonio Can (Antonio Pode), (Kurzspielfilm), (Regie, Drehbuch und Schnitt)
- 2008: My Home (Dokumentarfilm), (Schnitt)
- 2008: A Arquitetura do Corpo (Dokumentarfilm), (Drehbuch und Schnitt)
- 2009: In Dir muss brennen (Dokumentarfilm), (Schnitt)
- 2010: Auf der Walz (Dokumentarfilm), (Schnitt)
- 2012: More Jesus (Dokumentarfilm), (Schnitt)
- 2013: Breath (Sopro), (Dokumentarfilm), (Schnitt)
- 2013: Atemwege: Abseits des Selbstverständlichen (Dokumentarfilm), (Schnitt)
- 2015: MAMMON - Per Anhalter durch das Geldsystem (Dokumentarfilm), (Schnitt)
- 2017: Algo Mío: Argentiniens Geraubte Kinder (Dokumentarfilm), (Schnitt)
- 2017: A Parte do Mundo que me Pertence (Dokumentarfilm), (Drehbuch und Schnitt)
- 2018: Dia de Reis (TV Spielfilm), (Schnitt)
- 2019: Fé e Fúria (Dokumentarfilm), (Drehbuch und Schnitt)
- 2020: Lost in Face (Dokumentarfilm), (Drehbuch und Schnitt)
- 2021: Mit eigenen Augen (Dokumentarfilm), (Schnitt)
- 2022: Os Ossos Da Saudade (Dokumentarfilm), (Drehbuch und Schnitt)
- 2022: Pele, (Dokumentarfilm) (Drehbuch und Schnitt)
- 2023: Amanha (Dokumentarfilm) (Drehbuch und Schnitt)
- 2023: Fallen (Animation) (Regie, Drehbuch und Animation)
- 2024: O Silêncio das Ostras (Spielfilm), (Schnitt)

## Auszeichnungen
- 2005: Auszeichnung beim Berlinale Talent Campus für seinen Kurzfilm Los peces también mueren sin anzuelo
- 2008: Preis in der Kategorie Bester Film für Antonio Pode beim Cine Ceará - Festival Nacional de Cinema e Video im brasilianischen Fortaleza
- 2008: Preis in der Kategorie Bester Schnitt für A Arquitetura do Corpo auf dem brasilianischen Filmfest Festival de Brasília do Cinema Brasileiro
- 2017: Preis in der Kategorie Bester Film für A Parte Do Mundo Que Me Pertence beim Rio de Janeiro International Film Festival